# Луїджі Гаудіано
Луїджі Гаудіано (італ. Luigi Gaudiano, 3 липня 1965) — італійський професійний боксер, призер чемпіонату Європи серед аматорів.

## Аматорська кар'єра
1986 року став чемпіоном Італії.
На чемпіонаті Європи 1987 завоював бронзову медаль.
- В 1/8 фіналу переміг Міленко Андрича (Югославія) — 5-0
- У чвертьфіналі переміг Хосе Ортегу (Іспанія) — 5-0
- У півфіналі програв Рамзану Себієву (СРСР) — RSCI 2

Того ж 1987 року завоював срібну медаль на Середземноморських іграх.
На Олімпійських іграх 1988 переміг Рамзана Себієва (СРСР) і програв Рею Мерсеру (США).
Впродовж 1989—1991 років провів одинадцять боїв на професійному рингу. Після завершення виступів зайнявся підприємницькою діяльністю.